# Aconitum exaltatum
Aconitum exaltatum là một loài thực vật có hoa trong họ Mao lương. Loài này được Bernh. ex Rchb. mô tả khoa học đầu tiên năm 1827.